# ТЕЦ Медупи
ТЕЦ Медупи е нова ТЕЦ, строяща се в провинция Лимпопо, Република Южна Африка от Еском.
Когато бъде завършена, централата ще има 6 турбини по 800 MW, произвеждащи 4800 MW енергия.  Нови турбини ще бъдат използвани за да подобрят работоспособността на Медупи. 
Централата ще бъде захранвана от същата мина, от която се захранва ТЕЦ Матимба. Еском са подписали договор, според който мината трябва да доставя въглища в продължение на 40 години. Първия 800 MW блок се очаква да бъде завършен през 2012, а следващите да се въвеждат в експлоатация на всеки 9 месеца. Очаква се централата да струва 100 млрд. ранда 
Строежа на ТЕЦ Медупи е широко критикуван в Южна Африка защото управляващата партия притежава 25%, и може да спечели около 1 млрд. ранда от сделката, докато подкрепящи казват, че централата ще снабдява страната с жизненоважна енергия за дълъг период.